# Mi Novia es Guadalajara
MI novia... ¡Guadalajara! es el título del álbum N.º 43 del cantante Mexicano Marco Antonio Muñiz, publicado bajo el Sello RCA/Ariola en 1987. Fue producido por el compositor Rubén Fuentes.  En este álbum, se publicó formato físico de Vinilo, casete y CD con los 12 temas. Este fue el último disco de baladas rancheras que hizo en esta década.
Se destacan los sencillos: Que bonita es mi tierra-La Bikina, Mi Ciudad, De que manera te olvido.
En formato digital, se cambió el nombre a Canta Rancheras y se excluyo el tema: Fallaste Corazón, así mismo hubo un cambio en las lista de las canciones, publicado por Orfeon en 2012.

## Listas de Canciones[2]
| N.º | Título                                | Duración |  |
| 1.  | «De que manera te olvido»             | 2:51     |  |
| 2.  | «Se me olvido otra vez»               | 3:08     |  |
| 3.  | «Mucho Corazón»                       | 2:53     |  |
| 4.  | «Sones de Jalisco»                    | 3:58     |  |
| 5.  | «Fallaste Corazón»                    | 3:17     |  |
| 6.  | «Mi linda Guadalajara»                | 2:54     |  |
| 7.  | «Extráñame / Si nos dejan»            | 3:18     |  |
| 8.  | «Cariño Nuevo»                        | 2:30     |  |
| 9.  | «Que Bonita es mi tierra / La Bikina» | 2:39     |  |
| 10. | «Esa tristeza mia»                    | 2:54     |  |
| 11. | «Mi Ciudad»                           | 3:40     |  |
| 12. | «Mi novia Guadalajara»                | 4:02     |  |

## Créditos
Arreglos y dirección 1,3,8,10 Eugenio Toussaint, 2,4,5,7,9,11,12 Eduardo Magallanes
Voz: Marco Antonio Muñiz
Realizado por: Rubén Fuentes